# Martin 187 Baltimore
Martin 187 Baltimore byl čtyřmístný americký dvoumotorový středoplošník se zatahovacím podvozkem ostruhového typu. V době druhé světové války sloužil jako bombardovací a průzkumný v Royal Air Force a některých dalších spojeneckých letectvech.

## Vznik
V roce 1940 vznikl na základě požadavku RAF projekt letounu Martin Model 187 (XA-23), který navazoval na typ Martin Maryland. Americké letectvo o nový stroj neprojevilo zájem, ale britská nákupní komise v USA objednala produkci čtyř set exemplářů s bojovým jménem Baltimore. První prototyp vzlétl 14. června 1941 a v témže měsíci byla s podporou Zákona o půjčce a pronájmu dojednána další zakázka na 575 kusů, rozšířená v červenci 1942 kontraktem na dalších 600 letounů.
Ačkoliv se s 1575 vyrobenými kusy jednalo o druhý nejpočetnější typ za války vyrobený firmou Martin (po B-26 Marauder a před PBM Mariner), většina strojů byla předána vzdušným silám Spojenců a USAAF, které mu formálně přidělily označení A-30, používaly jen několik málo exemplářů v nebojových rolích.

## Vývoj
Sériová výroba ve státě Maryland byla zahájena padesátikusovou produkcí Martin Baltimore Mk.I, na kterou navázala stokusová série Baltimore Mk.II. Letouny byly poháněny dvojicí hvězdicových motorů Wright R-2600-A5B, které roztáčely třílisté vrtule. Výzbroj tvořilo až 7 kulometů ráže 7,7 mm, z nichž čtyři Browning byly napevno instalované v křídle, jeden až dva Vickers K v hřbetním střelišti a jeden ve spodním prosazení trupu. Do Spojeného království začaly přicházet od října 1941, přičemž verze Mk.I byly určeny především k zajištění operačního výcviku a Mk.II byly předávány bombardovacím perutím RAF.
Další verzí, vyrobenou v počtu 250 kusů, byl Baltimore Mk.III s motory R-2600-19. Původní ručně ovládanou defenzivní výzbroj v horním střelišti nahradila hydraulicky ovládaná střelecká věž Boulton Paul se čtveřicí kulometů ráže 7,7 mm.
Další výrobní blok v počtu 281 strojů, objednaný USAAF jako A-30, byl nakonec celý směřován do Velké Británie pod označením Baltimore Mk.IIIA. Tato verze byla vybavena elektricky ovládanou věží Martin se dvěma kulomety ráže 12,7 mm.
Dalších v podstatě shodných 294 kusů A-30A převzalo RAF pod označením Baltimore Mk.IV.
V prosinci 1942 byla zahájena výroba poslední sériově vyráběné obměny Baltimore Mk.V (600 kusů), vyzbrojené výhradně kulomety ráže 12,7 mm. Za pohonné jednotky byly vybrány výkonnější Wrighty R-2600-29 o 1250 kW.

## Nasazení

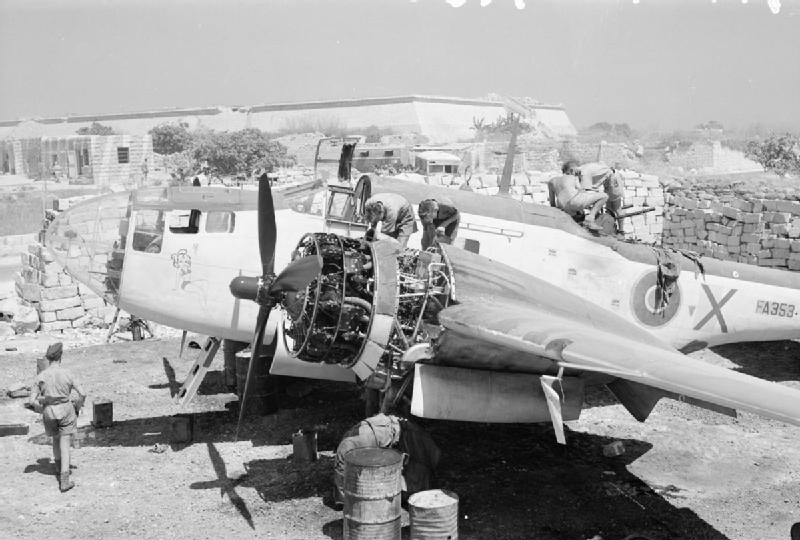
Martin Baltimore Mk.IIIA (FA353) RAF, Malta, 1943

Většina prvních verzí Baltimoru a všechny stroje Mk.IV a Mk.V byly výrobcem odesílány do oblasti Středozemního moře a na Blízký východ. RAF jimi vyzbrojilo celkem 11 útvarů. Několik kusů Mk.V bylo dodáno indickému vojenskému letectvu, nebyly však bojově nasazeny.
V srpnu 1942 převzala první Baltimory také 21. peruť SAAF, později pak další dvě perutě Jihoafrické unie. Staly se také výzbrojí 1437. strategické průzkumné letky (No. 1437. Strategic Reconnaissance Flight) RAF.
V únoru 1943 převzala Baltimory Mk.III 454. peruť RAAF, s nimiž začala operovat od března ze základen v Egyptě.
V červnu 1943 byly některé letouny vybaveny protilodním radarem, které pak sloužily k námořnímu průzkumu a k boji proti ponorkám.
Baltimory Mk.III a Mk.IV byla v říjnu 1943 vyzbrojena i 13. peruť letectva Svobodného Řecka, operující především nad Egejským mořem. V červenci 1944 obdržela Baltimory Mk.IV a Mk.V spojenecká Aeronautica Cobelligerante Italiana, která z nich utvořila jedno křídlo nazvané Stormo Baltimore. Bylo začleněno do Balkan Air Force RAF a uskutečnilo celkem 550 bojových letů.
Na začátku roku 1944 obdržela Baltimory Mk.V také francouzská jednotka GB I/17 „Picardie“, dislokovaná v Rajaku v Sýrii. Převážně nebojově sloužící stroje dolétaly ve Francii v roce 1948.
Samotné USAAF převzalo pouze malý počet Baltimorů, které využívalo k testům, nebo při výcviku osádek.

## Uživatelé
- Austrálie
  - Royal Australian Air Force
- Indie
  - Royal Indian Air Force
- Francie
  - Armée de l'air
- Itálie

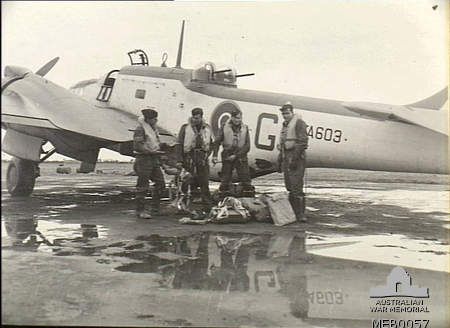
Martin Baltimore 454. perutě RAAF, Kyrenaika, Libye, 1943

Martin Baltimore Mk.V (FW598) letectva ACI

  - Regia Aeronautica (Aviazione Cobelligerante)
  - Aeronautica Militare
- Jihoafrická unie
  - South African Air Force
- Řecko
  - Řecké královské letectvo
- Turecko
  - Turecké letectvo
- Spojené království
  - Royal Air Force
  - Fleet Air Arm
- Spojené státy americké
  - United States Army Air Forces

## Specifikace (Baltimore Mk.V)

Třípohledový nákres Martinu 187 Baltimore

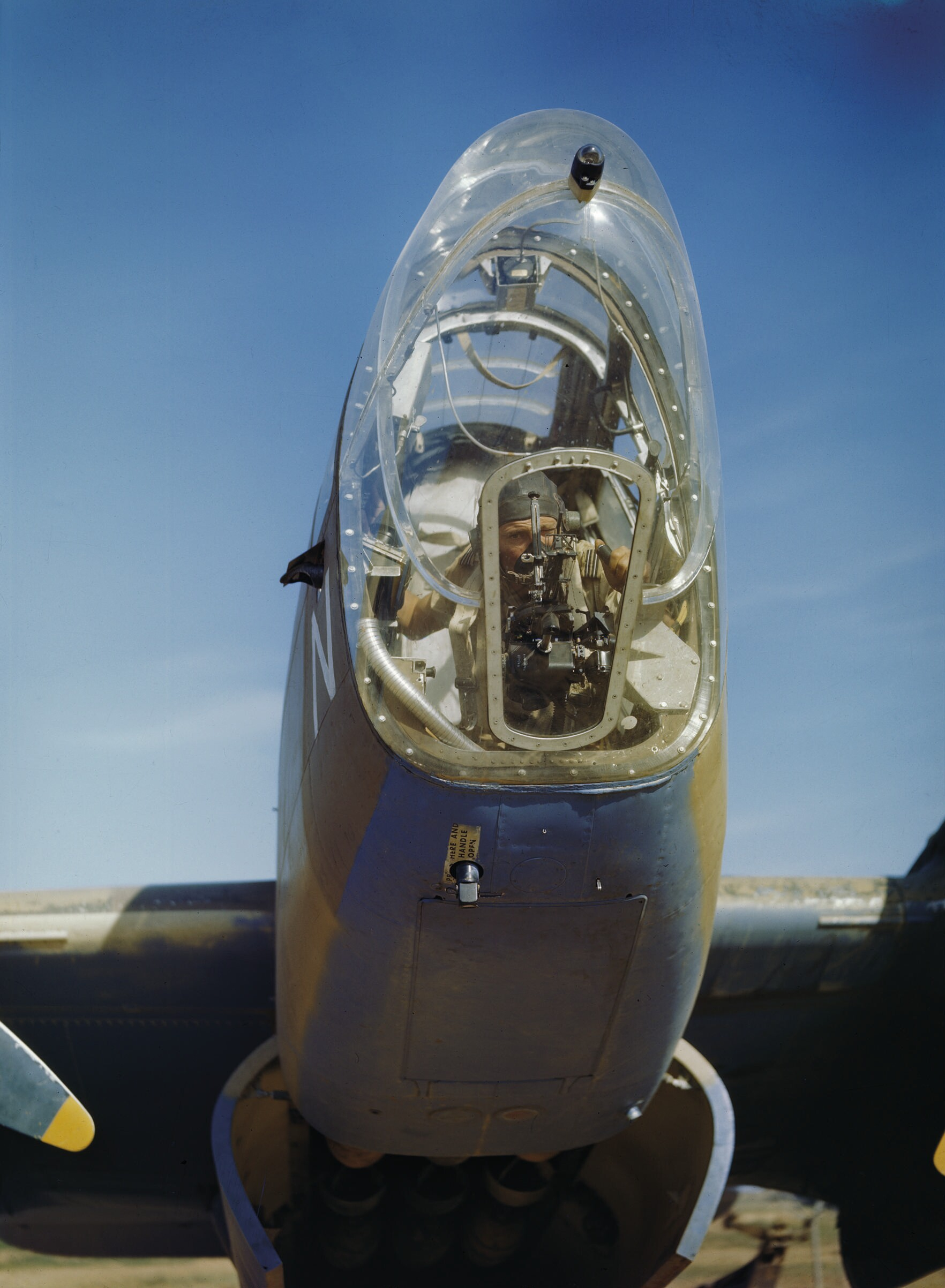
Navigátor-bombometčík letounu Martin 187 Baltimore 223. perutě Royal Air Force, Tunisko, duben 1943

Údaje podle

### Technické údaje
- Posádka: 4
- Rozpětí: 18,69 m
- Délka: 14,78 m
- Výška: 4,32 m
- Nosná plocha: 50,00 m²
- Prázdná hmotnost: 7143 kg
- Maximální vzletová hmotnost: 10 400 kg

### Výkony
- Maximální rychlost u země: 452 km/h
- Maximální rychlost v hladině 4000 m: 494 km/h
- Cestovní rychlost: 368 km/h
- Výstup do 4000 m: 7,9 min
- Dostup: 7620 m
- Dolet se 454 kg pum: 1740 km
- Maximální dolet: 2860 km
- Pohonná jednotka: 2 × hvězdicový motor Wright R-2600-29 Twin Cyclone
- Výkon pohonné jednotky: 1250 kW

### Výzbroj
- 4 × kulomet M2 Browning ráže 12,7 mm v křídlech
- 2 × kulomet M2 Browning v otočné věži Martin na hřbetě trupu
- 1 × kulomet M2 Browning ve spodním střelišti
- 908 kg pum v pumovnici